# Marechal do Sejm
O Marechal do Sejm (em polonês/polaco: Marszałek Sejmu) é o presidente do Sejm, a câmara baixa do Parlamento polonês. O cargo tem suas origens no século XV. Na Polônia moderna, o título completo é Marechal do Sejm da República da Polônia (Marszałek Sejmu Rzeczypospolitej Polskiej). Marszałek, nesse caso, é o nome nativo polonês para o presidente do parlamento.

## Escritórios históricos relacionados
A Comunidade Polaco-Lituana também tinha um cargo de Marechal Sejmik.
No Reino da Galícia e Lodoméria, a partir de 1861, o presidente do Sejm Provincial da Galícia, com sede em Lwów, tinha o título Marechal da Província, (em polonês/polaco: Marszałek krajowy). O Reino da Polônia, de 1916 a 1918, usou o título de Marechal do Conselho de Estado (em polonês/polaco: Marszałek Rady Stanu).
Na Segunda República Polonesa (1918-1939), os deputados elegiam um de seus membros como Marechal do Sejm durante o mandato do Sejm. Até 1935 (quando foi substituído pelo Marechal do Senado), o Marechal ou Presidente do Sejm substituía o Presidente da Polônia na ausência ou incapacidade deste último como Presidente Interino da República da Polônia. Atualmente, é novamente o Marechal do Sejm que se torna o Presidente Interino.

## Marechais modernos do Sejm
Atualmente, o Marechal do Sejm é o presidente do Presidium do Sejm (Prezydium Sejmu) e da Convenção dos Seniores (Konwent Seniorów). O Marechal supervisiona o trabalho do Sejm, supervisiona as sessões processuais do Sejm e convoca e preside os procedimentos da Convenção dos Seniores e do Presidium do Sejm. Ele (ou ela) nomeia o Chefe das Câmaras (do Sejm e do Senat) e, desde 1989, substitui o Presidente da Polônia em caso de vacância desse cargo.
Seu representante é o Vice-Marechal do Sejm da República da Polônia.

## Votação para Marechal do Sejm
| Eleição para Marechal do Sejm |                          |                        |                        |
| Votação                       | Votação                  | 13 de novembro de 2023 | 13 de novembro de 2023 |
| Maioria necessária            | Maioria necessária       | 231 de 460             | 231 de 460             |
|                               | Szymon Hołownia (PL2050) | 265 / 460              | 15                     |
|                               | Elżbieta Witek ( PiS )   | 193 / 460              | N                      |
|                               | Contra todos             | 1 / 460                | 1 / 460                |
|                               | Ausentes                 | 1 / 460                | 1 / 460                |